# Макаріос III
Архієпископ Макаріос III (грец. Αρχιεπίσκοπος Μακάριος Γ), в миру Михаїл Христодулу Мускос (13 серпня 1913 — 3 серпня 1977) — предстоятель автокефальної Кіпрської православної церкви (1950—1977), обраний першим Президентом Кіпру (на посту в 1960—1977 роках).

## Біографія
Народився в селі Панагія в кіпрському окрузі Пафос. У 13-річному віці вступив до Кікського монастиря, й усе своє подальше життя віддав християнському служінню. Отримував богословську освіту в Нікосії і Афінах. 1942 року отримав диплом теологічного факультету. 1938 року Мускос за відмінне навчання отримав запрошення продовжити навчання в Бостонському університеті. Усе ще перебуваючи на навчанні в Бостоні, 1948 року він отримав повідомлення про своє обрання єпископом Кітіона.
Мускос, прийняв чернече ім'я Макаріос, повернувся на Кіпр, що перебував під британським колоніальним управлінням. Незабаром він перетворився на авторитетного і харизматичного лідера Кіпру, активно виступав за надання національної незалежності та об'єднання з материковою Грецією — енозіс (грец. Ένωσις).
Депортований 1956 року англійцями на Сейшели за підтримку грецького полковника Георгіоса Гриваса, що очолив озброєне повстання проти колоніальної влади Великої Британії, Макаріос отримав дозвіл повернутися тільки 1959 року.
1960 року обраний президентом незалежного Кіпру. Державний переворот «чорних полковників» в Греції 1974 року змусив Макаріоса ненадовго емігрувати до Лондона, проте в 1975 році він повернувся на Кіпр і залишався на посаді президента до самої смерті 1977 року.